# 抽脂

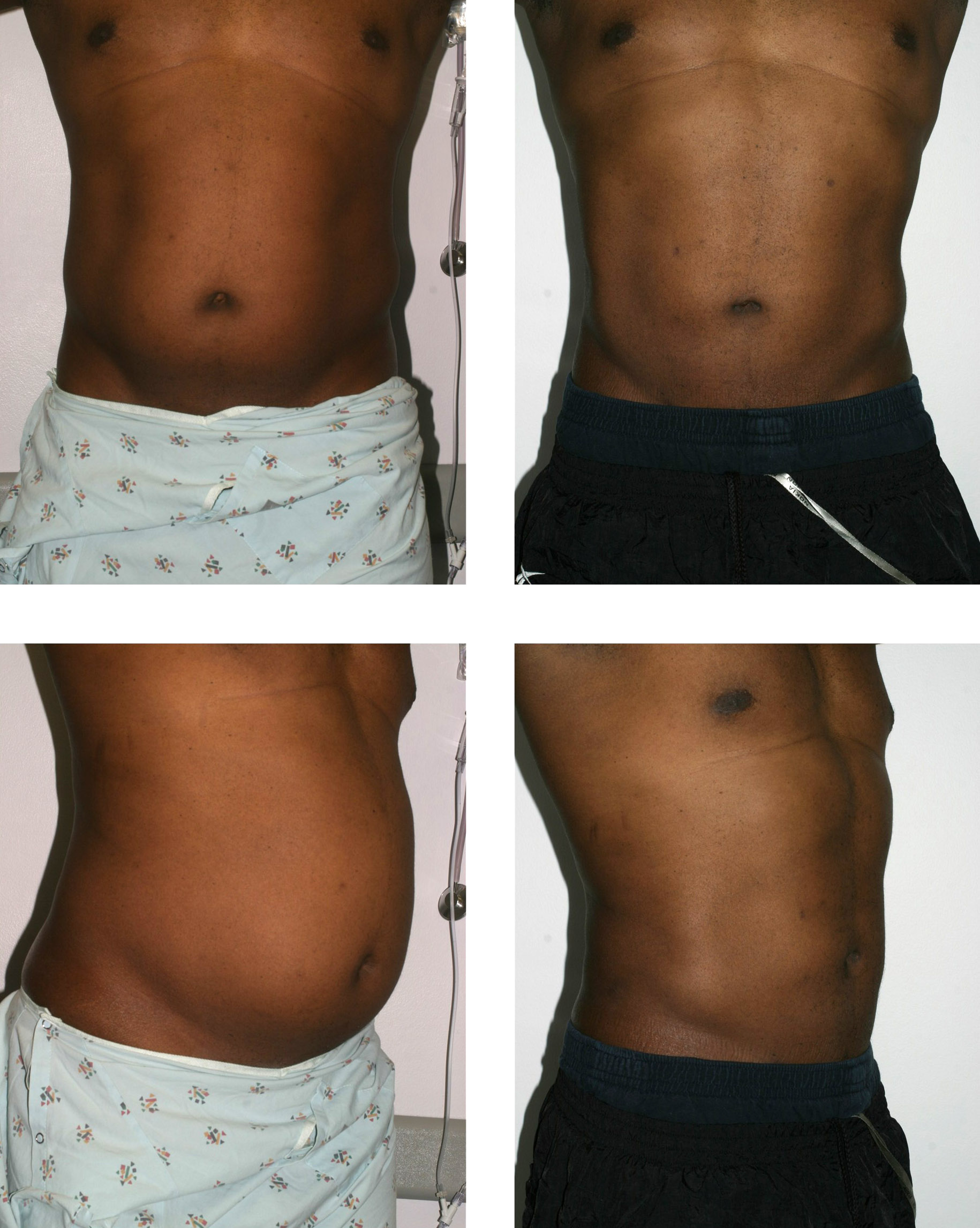
腹部抽脂手术的效果

抽脂，有时也称吸脂，是一种借助外科手术抽取皮下脂肪的手段。

## 分类
抽脂手术方式很多，总体上可以大致分为负压抽取、动力辅助抽取等。
抽脂的作用范围可从腹部、大腿及臀部到颈部、手臂后部以及其它部位。
可以安全地从一个部位抽取的脂肪量受到了许多因素的限制。然而最终，手术医生以及病人会作出决定。移除大量脂肪会造成一些不良后果。 “过度抽脂”的病人皮肤上可能会出现非正常的“凸起”或“凹陷”。移除越多的脂肪，以上手术风险就越有可能发生。
报告指出，一个移除了50磅（22.7千克/约3.6英石）脂肪的人，抽脂后的外形看起来比实际移除的脂肪瘦了更多。抽脂过程可能会在全身或局部（“肿胀”）麻醉的情况下进行。抽脂技术的安全性不仅取决于移除组织的体积，还取决于选用麻醉的方式以及患者的总体健康状况。患者进行抽脂手术前最好保持尽可能健康的身体状况并且连续数月不吸烟。

## 历史

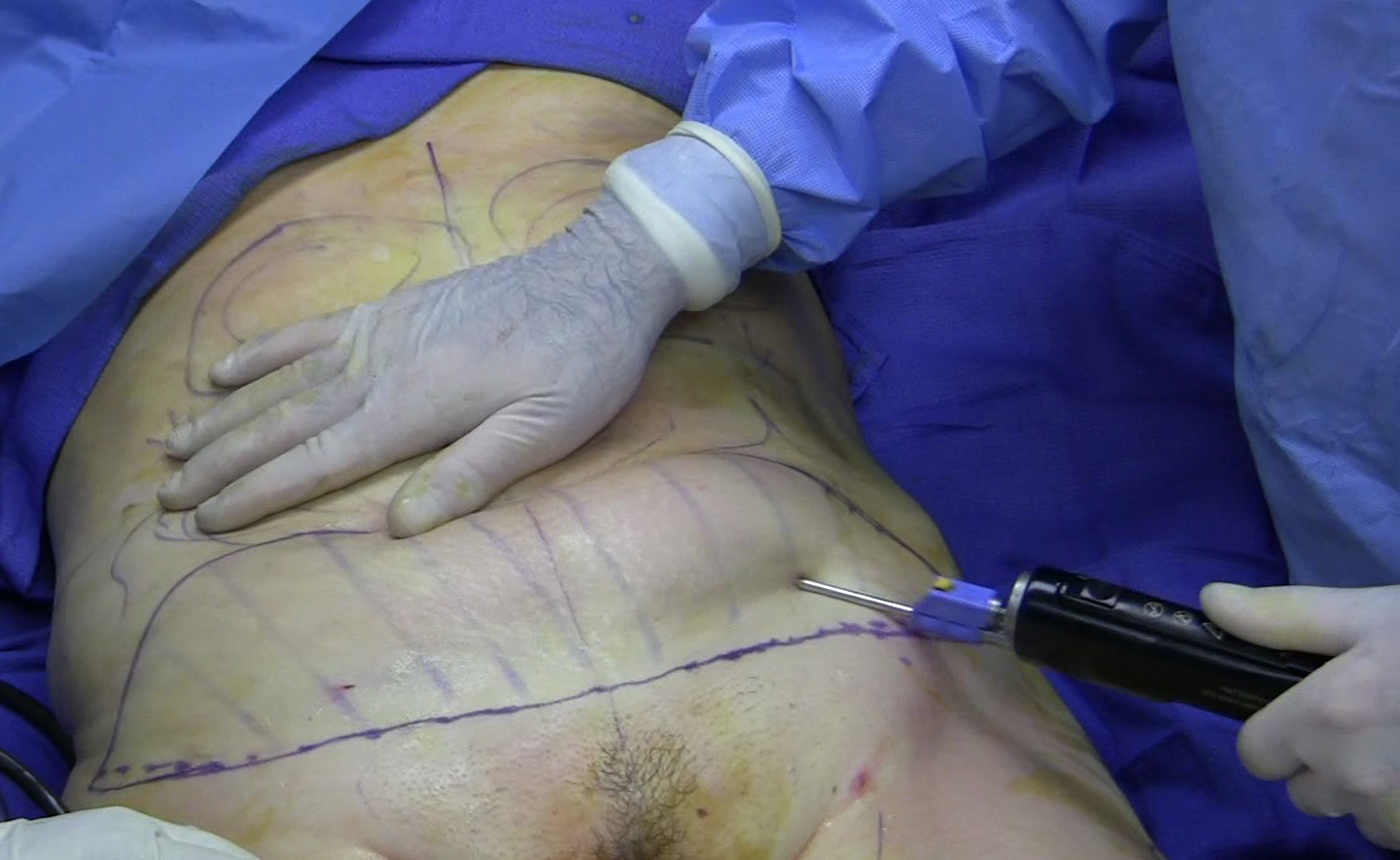
抽脂

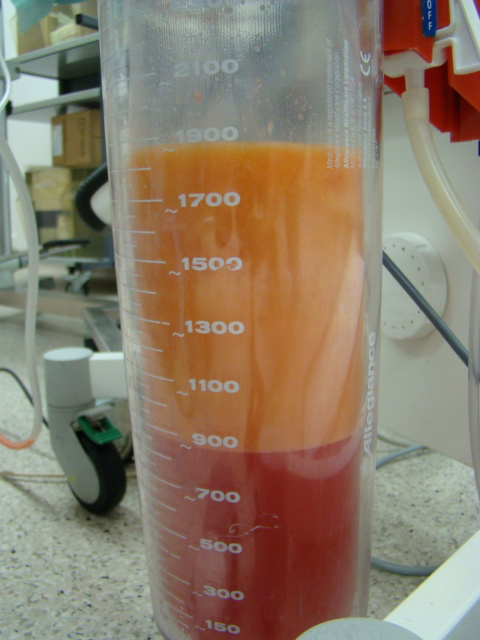
抽出的脂肪

乔治（Giorgio）和阿帕德•菲舍尔（Arpad Fischer）两位美籍意大利外科医生于1974年在意大利的罗马研究发明了抽脂。然而抽脂的历史可以追溯到20世纪20年代。一位名叫查尔斯•杜贾里爱夹（Charles Dujarier）的法国外科医生生首次用相对现代化的技术进行了身体塑性和脂肪移除。1926年杜贾里爱夹医生为一位法国模特实施这种手术时导致其腿部坏疽。这一悲剧性的案例使得人们在接下来的几十年里对身体塑形的兴趣大减。
抽脂在20世纪60年代晚期由欧洲的外科医生發展起来。美国的欧洲外科医生莱昂•福利斯特•契普迪昂（Leon Forrester Tcheupdjian）开创了抽脂方法。他当时使用的原始的刮除术现在已基本上废弃了，因为这种方法会导致重病或严重出血等不良后果。现代的抽脂技术在法国外科医生伊夫-热拉尔•伊洛兹（Yves-Gerard Illouz）博士于1982年进行的一次演讲中崭露头角。“伊洛兹方法”的主要技术特征是通过钝口套管向组织疏松流体以及引入高负压吸引技术从而进行吸引辅助型的溶脂术。这一技术取得了重复性的良好效果并且致病率低。在20世纪80年代，许多美国外科医生对抽脂技术进行了实验，发现了一些不同的抽脂方法，效果也不尽相同。
1985年，克莱因（Klein）和利利斯（Lillis）描述了“肿胀抽脂技术”。这一技术引入了包含局部麻醉药的高剂量液体。用静脉镇静剂取代全身麻醉使得抽脂过程可以在办公室的环境里完成。人们对于在肿胀抽脂技术中所使用的高剂量液体以及利多卡因潜在毒性的担心催生了使用较少计量液体的“潮湿”肿胀抽脂技术。
在20世纪90年代后期，超声波通过使脂肪液化从而辅助抽脂技术。在起初的一阵热情过后，不断增加的并发症打击了许多医生对于抽脂研究的热情。 近年来，抽脂技术开始使用激光探针（引入热溶脂术）。这种技术被认为可以用来检验传统抽脂技术的潜在好处。
2000年開始，由德國研發的的水刀抽脂技術，概念源自於Neuro – Hydro – Jet的剝離腦組織、肝臟、腦瘤及前列腺等切除手術，並且將腦神經技術注重的準確性ˋ安全度，應用在抽脂手術上面。水刀抽脂的原理是運用30bar~110bar的高位水流將脂肪細胞剝離，有效的避免血管和神經的創傷及熱傷害，同時以負壓回吸腫脹液與乳麋狀的脂肪組織，而達到脂肪抽取的目的。由於麻醉與血管收縮作用明顯較快，因此腫脹度極低，特別適合應用於自體移植。
总之，过去30年的进步使得我们可以以更少的失血和风险为代价，更舒适轻松地移除更多脂肪细胞。最近的发展表明，抽脂的恢复阶段也相对缩短了。 另外，脂肪也可以作为天然填充物。通常可称其为“自体脂肪移植”。简单来说，在移植过程中，脂肪从患者身体某处（例如胃部）移除，经过净化重新注入患者需要改变轮廓的部位，例如，减少或消除皱纹。

## 流行
移除大量的脂肪是一个复杂的过程，并且有潜在的威胁生命的可能。美国整形外科医师协会是这样定义“大量”的：超过5升（约8.5品脱）。通常，女性抽脂的部位为腹部和大腿，男性抽脂的部位为腹部和胁腹。美国美容整形外科学会表示，抽脂是2006年最普遍的整形手术，约有403684名患者进行了抽脂手术。

## 候选资格
抽脂并非人人皆宜，也不是节食和运动的理想替代方法。想要成为抽脂的良好候选人，通常来说必须超过18岁并且健康状况良好；已经尝试过节食和运动，然而发现最后的10到15磅脂肪顽固堆积于身体某一部位。患有糖尿病、任何感染、心脏或循环系统疾病的人通常没有进行抽脂的资格。老年人皮肤通常弹性较差，这降低了抽脂后皮肤快速紧绷的能力。腹部抽脂手术不应与腹部除皱同时进行，这将增加并发症和死亡的风险。由于风险率高，佛罗里达的法律禁止医生进行下腹部的抽脂手术后立即进行腹部整形术。

## 途径
任何抽脂手术都存在的基本挑战是：
•	移除恰当体积的脂肪
•	尽量降低对邻近组织（如血管和结缔组织）的影响
•	不影响患者的体液平衡
•	尽量减少患者和医生的不适
随着技术的进步，涌现出许多想法可以使抽脂手术更安全、简便、无痛以及有效。

## 抽脂适用的部位[4]
- 腹部
- 臀部
- 大腿外侧
- 胁腹
- 背部
- 大腿内侧
- 膝盖内侧
- 上臂
- 颏下（下巴）
- 男性女乳症（男性乳房组织）

## 抽脂适用的人群[5]
- 年龄一般在18-55岁，有局限性脂肪堆积者。
- 无器质性的心肺疾病，无严重的药物过敏史，无血栓性静脉炎，无出凝血障碍等均可行吸脂术。
- 妊娠期不宜行吸脂术，以免对胎儿造成影响。
- 未满18周岁处于生长发育阶段的肥胖儿童不建议做吸脂手术。
- 体重相对正常，但腹部脂肪过多者。

## 技术
总体上，脂肪是通过套管（中空管）和抽吸器（吸引装置）移除的。抽脂技术可以依靠液体注入量和套管的作用机理分类。

### 液体注入量

#### 干式抽脂
干式抽脂不需要注入任何液体。当今很少使用这一方法。

#### 湿式抽脂
少于需移除脂肪总量的少量液体被注入手术部位。这些液体中包含局部麻醉藥利多卡因，使血管收缩以减少出血的肾上腺素，以及使这些液体更像人体组织液的盐溶液。这种液体可以帮助脂肪细胞分散并且减少青紫。而后脂肪细胞会按基本过程吸出体外。

#### 超湿抽脂
在这种方法中，注入的液体量与需要移除的脂肪量相同。由于这一方法更好地维持了体内平衡并降低了潜在的液体过载的可能性（使用肿胀抽脂方法可能出现），许多外科整形医生更倾向于使用这一方式进行大剂量的抽脂。这一方式的抽脂要进行1到3小时，取决于需要实施手术的部位。这一过程可能需要静脉镇静剂以及局部麻醉剂，或是全身麻醉剂。

#### 肿胀抽脂
肿胀抽脂是湿式抽脂的前身。手术需直接向需要移除的皮下脂肪注射含有局部麻醉药和血管收缩药（通常分别是利多卡因和肾上腺素）的溶剂。注入的液体的体积使得肌肉和脂肪组织之间为套管留出了空间。由于血管的收缩，大量注入组织的局部麻醉药需要12-36小时才能被身体吸收，除此之外，利多卡因所导致的全身中毒是十分罕见的。

## 目前市面上可見的抽脂手法

### 傳統式抽脂
使用傳統粗管強力刮取, 抽出脂肪細胞。

#### 雷射融脂
利用雷射熱能直接破壞脂肪細胞, 溶解脂肪。

#### 超音波溶脂
利用超音波振動與熱能溶解(乳糜化)脂肪，在使用機器引力吸出。目前市面上常見的有Vaser與Ultra-Z兩種儀器。

#### 電動抽脂
往復式抽拉, 抽出脂肪細胞。

#### 水刀抽脂
手動式高壓力水刀+負壓吸取脂肪。

#### 渦旋抽脂
透過章動式次音波的原理使抽脂管形成渦旋來剝落脂肪, 配合打氣方式抽出脂肪細胞。